# Femke-Anna Broere
Femke-Anna Broere (23 augustus 1972) is een Nederlandse actrice.
Broere was met de studie bedrijfskunde bezig, toen ze werd gevraagd voor de rol van Mariët Zoomers in de soapserie Goudkust. Na twee seizoenen werd haar rol overgenomen door actrice Froukje de Both, omdat ze haar studie weer wilde oppakken. Na het behalen van haar propedeuse verhuisde Femke naar Maastricht, waar ze de Toneelschool van Maastricht bezocht. In haar jeugd had zij in Groningen de Vooropleiding Theater gevolgd. In 2008 was de actrice bezig met het doctoraal Kunstbeleid.
Naast haar rol in Goudkust heeft Broere ook ervaring opgedaan in het theater. Als actrice heeft ze verder meegespeeld in Aletta Jacobs: Het hoogste streven van Nouchka van Brakel en een gastrol in de dramaserie De geheime dienst gespeeld. Ook was ze te zien in een commercial van de Nederlandse Spoorwegen en deed ze mee aan de pilotaflevering van Welkom op je bruiloft. 
Femke-Anna is getrouwd en woont in Amsterdam met haar man en haar kinderen, Mette van Zanten en Anna van Zanten.  

## Filmografie
- Aletta Jacobs: Het hoogste streven - Charlotte (1995)
- Goudkust - Mariët Zoomers  (#1)  (1996-1997)
- De geheime dienst (2000)